# Kościół bł. Anieli Salawy w Krakowie
Kościół bł. Anieli Salawy – parafialny kościół księży misjonarzy, znajdujący się w Krakowie, w dzielnicy V Krowodrza przy al. Kijowskiej 29, w Łobzowie.
Pozwolenie na budowę kościoła Rada Miasta Krakowa wydała w 1991 roku. Rok później rozpoczęto prace budowlane, którymi kierował główny architekt nowej świątyni – Józef Dutkiewicz. W 1994 roku kardynał Franciszek Macharski dokonał wmurowania kamienia węgielnego, poświęconego przez Jana Pawła II podczas uroczystości beatyfikacyjnych patronki kościoła, bł. Anieli Salawy, mających miejsce 13 sierpnia 1991.
Od 1996 roku rozpoczęto prace wewnątrz kościoła. W okna wstawiono witraże autorstwa Teresy Stankiewicz, a na ścianach zawieszono stacje Drogi krzyżowej jej autorstwa. W prezbiterium umieszczono rzeźbę Chrystusa na krzyżu, wykonaną przez Jana Sieka. W tym samym roku erygowano parafię pw. bł. Anieli Salawy, powierzoną księżom misjonarzom.
W dalszych latach kontynuowano prace wykończeniowe, a w 2000 roku kardynał Franciszek Macharski dokonał poświęcenia kościoła.

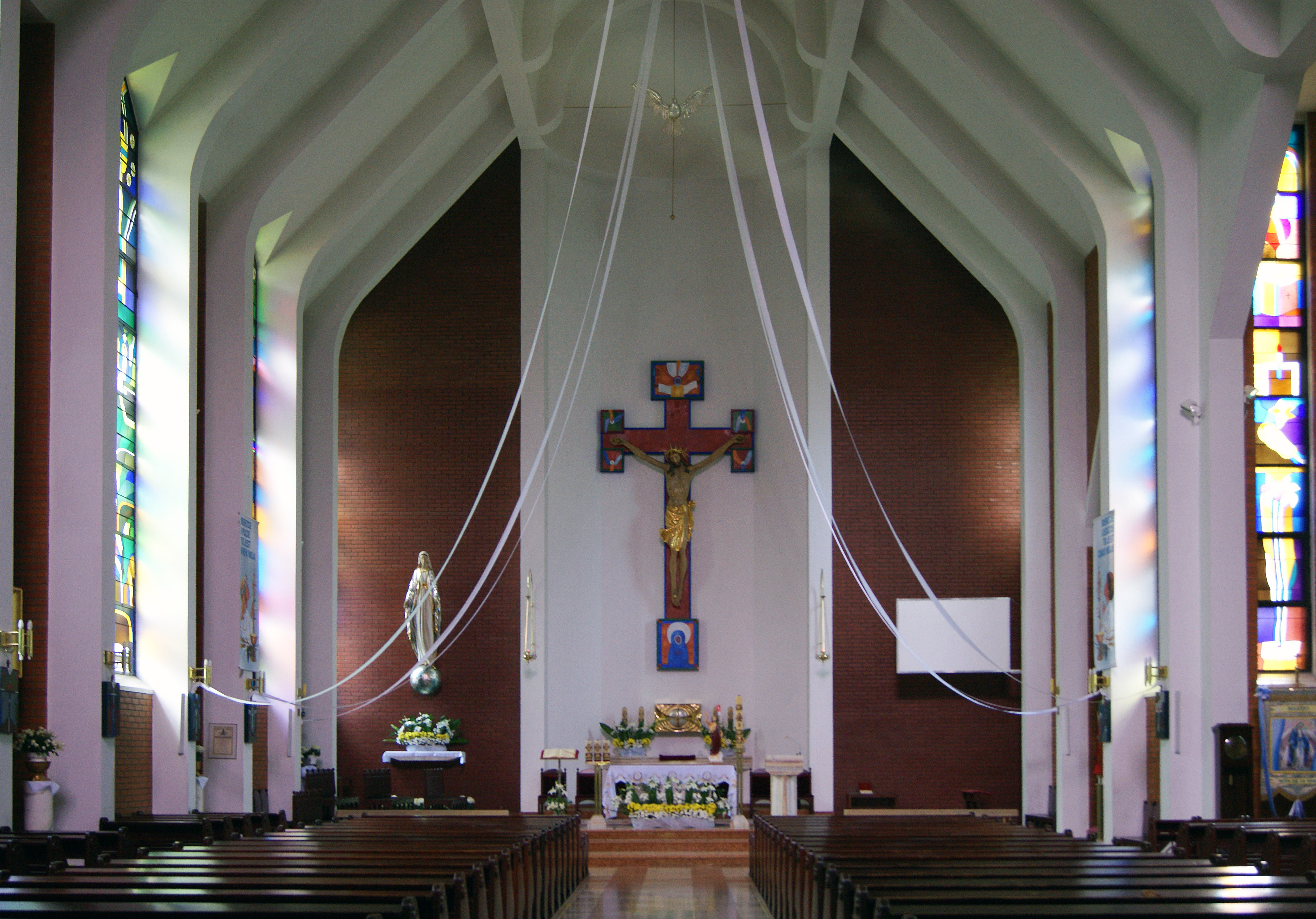
Wnętrze kościoła